# She of Little Faith
She of Little Faith — шостий епізод 13 сезону серіалу «Сімпсони». У США вийшов 16 грудня 2001 року, в Україні у 2008 році.
По телевізору Барт бачить нову акцію про придбання міні-ракети і просить Гомера її купити. Не роздумуючи, Гомер погоджується,
купує і разом з Бартом починає збирати її на дворі. Роблять вони це невміло, просто змазуючи усю ракету суперклеєм. Гомер готується запустити ракету і Барт приводить Мілгауса. От тільки ракета вибухає до старту і Мілгаус залишається без брів. А от Фландерси теж купують ракету і запускають її вдало. Гомер не здається і викликає своїх друзів з університету — Бенджаміна, Дугласа і Гаррі. Вони допомагають йому оновити ракету і роблять її за усіма законами конструювання шатлів. На роль пілота Барт бере хом'яка.
Свою ракету Гомер називає ГДС англ. HJS (Homer Jay Simpson) (Гомер Джей Сімпсон). Запуск проходить вдало, але ракета з хом'яком відхиляється від курсу і починає летіти на церкву. Тоді Гомер бере рушницю і прострілює вікна у церкві, куди падає ракета. Хом'як вцілів, натиснувши на кнопку парашута. Мардж виходить на вулицю і каже, що ця дурість Гомера — найгірше з усього що він робив.
Церква майже повністю зруйнована і Лавджой скликає людей на раду, де узяти гроші. Несподівано приходить Бернс і каже, що дасть гроші на відновлення церкви. Бернс робить ремонт і поліпшує салон — ставить зручні крісла, нове скло, телевізори, щоправда там він ставить і барні стійки а також казино. Усім нововведення подобається крім Ліси, яка каже що церква перетворилася на супермаркет і каже, що більше не з'явиться у церкві. Наступні дні Ліса шукає собі нову віру, Барт радить їй стати юдейкою, але Ліса зупиняється на буддизмі:
Ліса: Все, я вирішила, я буддистка!
Фландерс (чує): Я почув звуки диявола! (хапає дітей і несе у підвал)
Тодд: А коли ми вийдемо?
Нед: Можливо, що ніколи.
Тодд: Ура!!!
24 грудня, Сімпсони готуються до Різдва і Мардж намагається навернути Лісу у колишню релігію, проте Ліса тікає з дому до буддистського храму, де отримує відповідь від Карла і Ленні, що може святкувати будь-яке свято незалежно від релігії. Гомер до того обманув Лісу, що купив їй поні, насправді під обгорткою були Ральф та Мілгаус, які працювали за цукор. Ліса їде додому вранці, де її рідні кажуть, що їм байдуже, якої вона віри і Сімпсони святкують разом Різдво.